# Zoran Janković (water-polo)
Pour les articles homonymes, voir Zoran Janković.
Zoran Janković (né le 8 janvier 1940 à Zenica, royaume de Yougoslavie, mort le 25 mai 2002, Belgrade) est un joueur de water-polo yougoslave.
Depuis 2004, il figure sur la liste des membres de l'International Swimming Hall of Fame.
- CIO
- International Swimming Hall of Fame
- Olympedia
- World Aquatics